# Chiesa di San Giovanni Battista (Prepotto)
La chiesa di San Giovanni Battista è la parrocchiale di Prepotto, in provincia ed arcidiocesi di Udine; fa parte della forania del Friuli Orientale.

## Storia
La prima citazione di una chiesa a Prepotto, dipendente dalla chiesa di Santa Maria in Valle di Cividale, risale al XIII secolo. 
Nel Cinquecento fu costruita una nuova chiesa, consacrata nel 1763. 
Nel 1931 si conclusero degli importanti lavori di rifacimento che cambiarono totalmente aspetto all'edificio. Nel 1973 fu soprelevata la navata e, nel 2004, fu restaurato il dipinto del soffitto